# Oligodendrocita
Gli oligodendrociti sono cellule della neuroglia. Il nome deriva dal greco antico e significa "cellula con pochi rami". Essi possiedono sottili espansioni citoplasmatiche, piccoli corpi cellulari e un numero inferiore di processi. 
Generalmente, i processi degli oligodendrociti contattano gli assoni o i corpi cellulari e mantengono insieme gruppi di assoni. Contribuiscono alla regolazione delle concentrazioni ioniche extracellulari e svolgono la funzione essenziale di mielinizzazione dei neuroni del sistema nervoso centrale. In ciò svolgono una funzione simile a quella delle cellule di Schwann nel sistema nervoso periferico, con la differenza che assistono diversi neuroni contemporaneamente (fino ad alcune decine) anziché uno solo.